# Winkelhaid
Winkelhaid település Németországban, azon belül Bajorországban. Lakosainak száma 4242 fő (2023. december 31.).

## Népesség
A település népessége az elmúlt években az alábbi módon változott:
| Lakosok száma | 409  | 1115 | 2935 | 3381 | 4115 | 4123 | 4145 | 4274 | 4269 | 4242 |
|               | 1875 | 1950 | 1975 | 1987 | 2012 | 2014 | 2016 | 2017 | 2021 | 2023 |